# Maiya Maneza
Maiya Maneza est une haltérophile kazakhe-kirghizie , née le 1er novembre 1985 à Tokmok.
Elle remporte le concours des moins de 63 kg des Jeux olympiques de 2012 à Londres, en battant le record olympique (245 kg).
Elle serait une Doungane comme sa compatriote également d'origine chinoise Zulfiya Chinshanlo.
Le 27 octobre 2016, le Comité international olympique annonce sa disqualification de ces Jeux et le retrait de sa médaille en raison de la présence d'une substance interdite, le stanozolol, dans les échantillons prélevés lors de ces Jeux

## Palmarès
- Championnats du monde
  - Championnats du monde d'haltérophilie 2009 à Goyang
    -  Médaille d'or en moins de 63 kg

  - Championnats du monde d'haltérophilie 2010 à Antalya
    -  Médaille d'or en moins de 63 kg

  - Championnats du monde d'haltérophilie 2011 à Paris
    -  Médaille d'argent en moins de 63 kg